# Deltaspis disparilis
Deltaspis disparilis är en skalbaggsart som beskrevs av Bates 1891. Deltaspis disparilis ingår i släktet Deltaspis och familjen långhorningar. Inga underarter finns listade i Catalogue of Life.